# Eric Carlberg
Eric Carlberg (n. 5 aprilie 1880, Karlskrona, Comitatul Blekinge, Suedia – d. 14 august 1963, Stockholm, Suedia) a fost un scrimer ce a reprezentat Suedia, medaliat olimpic. A participat la 3 ediții ale Jocurilor Olimpice (1908, 1912, 1924) în care a câștigat două medalii de aur și 3 medalii de argint.